# Allan Stone
Allan James Stone (Launceston, 14 de outubro de 1945) é um ex-tenista profissional australiano.
Allan Stone foi campeão de Grand Slam em duplas.